# Juzbado
Juzbado település Spanyolországban, Salamanca tartományban. Juzbado Almenara de Tormes, San Pedro del Valle, Vega de Tirados, Villarmayor, Ledesma, Añover de Tormes és San Pelayo de Guareña községekkel határos. Lakosainak száma 183 fő (2024).

## Népesség
A település népessége az elmúlt években az alábbi módon változott:
| Lakosok száma | 191  | 186  | 174  | 170  | 172  | 165  | 173  | 194  | 197  | 183  |
|               | 2001 | 2004 | 2007 | 2009 | 2012 | 2014 | 2017 | 2019 | 2022 | 2024 |